# ВСП "Краматорський фаховий коледж промисловості, інформаційних технологій та бізнесу ДДМА"
 Відокремлений структурний підрозділ "Краматорський фаховий коледж промисловості, інформаційних технологій та бізнесу Донбаської державної машинобудівної академії" — заклад фахової передвищої освіти у м. Краматорськ (Україна). Розташований у старій частині міста Краматорська.

## Історія
Краматорський машинобудівний технікум було засновано відповідно до розпорядження Народного комісаріату важкої промисловості. Відкриття закладу освіти мало на меті вирішити проблему підготовки кваліфікованих трудових кадрів, зокрема для Краммашбуду ім. Йосипа Сталіна (нині – ПрАТ «Новокраматорський машинобудівний завод»). Саме на території підприємства, в приміщенні колишньої головної контори, і розпочав свою діяльність технікум у вересні 1937 року, здійснюючи навчання за трьома спеціальностями:
- «Холодна обробка металів різанням» (три навчальні групи),
- «Ливарне виробництво» (одна група),
- «Ковальсько-пресове виробництво» (одна група).
Першим директором технікуму був Хринов Іван Кузьмич (1937-1941). З наступного року заклад освіти отримав нову будівлю по вул. Великій Садовій, де працює і до сьогодні. З лютого 1939 року він перейшов у підпорядкування Народного комісаріату важкого машинобудування.
У червні 1941 року мав відбутись захист дипломних проектів та випуск фахівців у кількості 200 осіб. Але ця визначна подія співпала з початком війни – нападом нацистської Німеччини та її союзників на Радянський Союз. Встигли захистити дипломні проєкти і отримати кваліфікацію техніка-технолога лише 46 осіб. Частина випускників залишилася працювати над створенням захисних протитанкових споруд. А ті випускники, що встигли отримати направлення на підприємства міста, були евакуйовані на Схід. Сам технікум, разом з багатьма установами, організаціями та підприємствами, у жовтні 1941 року був евакуйований до міста Орськ, де продовжив діяльність з підготовки фахівців. Згідно з наказом Наркомату важкого машинобудування СРСР на його базі був заснований Орський машинобудівний технікум, який функціонує до сьогодення.
Після вигнання з міста нацистських загарбників, із грудня 1943 року Краматорський машинобудівний технікум відновив свою діяльність у приміщенні по вулиці Рози Люксембург, 58 (нині – вулиця Сіверська, а у цьому будинку зараз розміщується міський військовий комісаріат), оскільки під час окупації місто дуже постраждало, у тому числі і будівля технікуму. 
Під керівництвом тодішнього директора технікуму Миколи Федоровича Борзого (грудень 1943-жовтень 1945) велась робота з підбору кадрів і пошуку колишніх студентів та проведення нового прийому на перший курс. З колишніх студентів, що не завершили навчання, було сформовано 2 групи за спеціальностями «Обробка металів різанням» (8 осіб), «Ливарне виробництво» (9 осіб). Перший повоєнний випуск у кількості 17 осіб відбувся восени 1945 року. Наступного, 1946 року, вдалося випустити вже 103 особи.
У 1950 році технікум повернувся до своєї відремонтованої будівлі по вулиці Великій Садовій. З листопада 1945 року до березня 1953 його очолював Малишенко Микола Степанович, а змінив його на цій посаді учасник Другої світової війни Медведєв Іван Андрійович (квітень 1953–липень 1958 року). На цьому етапі, у зв’язку з реорганізацією системи народних комісаріатів та створення замість них міністерств, технікум був підпорядкований Міністерству важкого машинобудування з березня 1946 по травень 1957 року.
Заклад освіти продовжує здійснювати підготовку спеціалістів для підприємств важкої промисловості за денною та заочною формами навчання за 8 спеціальностями з щорічним випуском 200-300 осіб.
Протягом наступних десятиріч функціонування технікум неодноразово змінював підвідомчість: в ході хрущовської реформи системи управління господарським механізмом з липня 1957 по січень 1962 року підпорядковувався Сталінському раднаргоспу, який згодом був перейменований на Донецький раднаргосп і ще три роки така система управління зберігалась. У ході економічних реформ середини 60-х рр. і повернення до системи галузевого управління, технікум з січня 1966 року був підпорядкований Міністерству важкого, енергетичного і транспортного машинобудування. З 1989 року знову відновлене Міністерство важкого машинобудування, яке керувало цією ланкою підвідомчих закладів освіти до початку 90-х років.
На цьому етапі технікумом керував Єгоров Гаврило Іванович (серпень 1958–серпень 1972 року). Зокрема, під його керівництвом велася постійна робота з удосконалення переліку спеціальностей, за якими здійснювалась підготовка фахівців. Викладацький колектив технікуму складався з висококваліфікованих спеціалістів, досягнення яких було відзначено на найвищому державному рівні – орденами і медалями СРСР, тому в навчальному закладі сформувалась ґрунтовна теоретична база для подальшого навчання, а його випускники завжди користувались великим попитом на підприємствах і відповідали найвищим вимогам підготовки спеціалістів. Значна кількість випускників після закінчення КМТ, вступають до закладів вищої освіти, багато з них згодом присвятили своє життя науці: понад 100 випускників стали докторами та кандидатами наук, успішно працюючи в Центрі підготовки космонавтів, спеціалізованих конструкторських бюро, на підприємствах військово-промислового комплексу, науково-дослідних інститутах та закладах вищої освіти.
На початку 70-х років відбулась зміна керівництва технікуму: на цю посаду був призначений Касьяненко Леонід Никифорович (серпень 1972–червень 1988 року). На той час технікум вже мав сучасну матеріально-технічну базу, навчально-лабораторне обладнання загальною вартістю понад мільйон карбованців. В 1974 році було розпочато, а в 1976 – завершено будівництво нового навчального корпусу, який містив не тільки ряд аудиторій для занять, а й приміщення для бібліотеки, сучасні читальну та спортивну зали.
Успіхи педагогічного колективу в підготовці та вихованні молоді були неодноразово відзначені на міському, обласному, республіканському та союзному рівні. Зокрема протягом 1987 року, за вагомий внесок у підготовку фахівців для народного господарства та у зв’язку з 50-річчям з дня створення, Машинобудівний технікум нагороджено Почесною грамотою Президії Верховної Ради Української PCP, Почесною грамотою Міністерства важкого, енергетичного і транспортного машинобудування СРСР, Почесною грамотою Міністерства вищої та середньої спеціальної освіти CPCP, Почесною грамотою Президії обкому профспілки робітників важкого машинобудування.
В цей час навчальний заклад очолив теперішній директор – Макуха Олексій Миколайович, який в травні 1988 року був обраний на цю посаду педагогічним колективом на альтернативній основі. За майже 30 років роботи з його ініціативи і безпосередній участі проведена колосальна робота з покращення матеріально-технічної бази, підвищення фахового рівня викладачів та залучення до роботи у навчальному закладі кваліфікованих фахівців з практичним досвідом роботи у різних галузях, поліпшення фінансового стану.
Наступним етапом в історії машинобудівного технікуму стало його перетворення в коледж у числі 105 технікумів України на підставі Розпорядження Ради Міністрів СРСР, наказу Міністерства важкого машинобудування, метою якого були вимоги часу щодо збільшення закладів освіти, створення ступеневої системи підготовки кадрів та скорочення терміну навчання за рахунок впровадження єдиних навчальних планів. Так, з спеціальності «Обробка матеріалів на верстатах та автоматичних лініях», за погодженими з Краматорським індустріальним інститутом навчальними планами, технікум почав готувати техніків-технологів з поглибленою фундаментальною та професійною підготовкою із строком навчання 5 років.
З жовтня 1991 року, після утворення незалежної держави, відповідно до постанови Кабінету Міністрів України, коледж було включено до системи вищої освіти та підпорядковано Міністерству освіти. Протягом 90-х років у зв’язку з вимогами часу, значно розширюється перелік спеціальностей, за якими ведеться підготовка фахівців: «Економіка підприємства» (1992), «Технічне обслуговування і ремонт устаткування підприємств машинобудування» (1997), «Правознавство», «Фінанси» (1998), «Програмування для електронно-обчислювальної техніки та автоматизованих систем», «Діловодство» (1999) та ін.
У цей час значно активно розширюються партнерські відносини між коледжем та Краматорським індустріальним інститутом (нині – Донбаська державна машинобудівна академія) Так, в 1996 році 24 випускники коледжу без вступних іспитів зараховані на третій курс інституту. А вже з вересня 1997 року коледж став структурним підрозділом ДДМА.
Нині коледж є одним із найбільших закладів освіти свого рівня не тільки області, але й України. 3 2011 року він став територіальним базовим коледжем Бахмутського, Краматорсько-Слов’янського і Маріупольського регіонів й координує роботу 18 методичних об’єднань.
Підтримуються ділові стосунки з підприємствами, установами та організаціями міста й регіону, що дозволяє студентам проходити якісну практичну підготовку та працевлаштуватися після завершення навчання. Роботодавці відзначають традиційно високий рівень фахової підготовки випускників коледжу. Керівники базових підприємств сприяють покращенню матеріальної бази коледжу, зокрема у 2009 році була відкрита сучасна лабораторія для програмування верстатів з ЧПУ та САВП, яка була повністю відремонтована та обладнана на кошти ПАТ «Енергомашспецсталь». Завдяки фінансуванню та силами ремонтної бригади ПрАТ НКМЗ було повністю оновлено спортивну залу.
За весь період діяльності у закладі освіти підготовлено понад 30 тисяч фахівців за майже 70 спеціальностями. Серед випускників різних років: Голова Ради Міністрів CPCP M.I. Рижков, Голова Української Ради профспілок B.O. Сологуб, генеральний директор Новокраматорського машинобудівного заводу Є.А. Мацегора, директори Старокраматорського машинобудівного заводу І.П. Бєлобров і В.Є. Савченко та керівники інших підприємств, Краматорський міський голова Г.А. Костюков.
Діяльність колективу коледжу вже на сучасному етапі неодноразово відзначалась на державному та регіональному рівнях. Так, за значний внесок у підготовку висококваліфікованих фахівців, впровадження сучасних методів навчання і виховання молоді, колектив Машинобудівного коледжу у 2008 році нагороджено Почесною грамотою Кабінету Міністрів України
У червні 2011 року за підсумками третьої Загальнонародної громадської акції «Флагмани освіти й науки України», у якому брали участь більше 300 представників галузі, Машинобудівний коледж, як кращий заклад освіти, було внесено у довідкове видання – книгу «Флагмани освіти й науки України», а колектив нагороджено дипломом «За вагомий внесок у розвиток освіти й науки України» і освітнім символом – кришталевою совою.
У 2012 році за вагомий внесок у розвиток освіти і науки регіону, впровадження інноваційних методів виховання та навчання підростаючого покоління та у зв’язку з 75-річним ювілеєм, трудовий колектив коледжу нагороджено Почесною грамотою Донецької обласної ради, а у 2017 році – відзначено Грамотою Верховної Ради України «За заслуги перед українським народом».
У рік 80-річного ювілею, 1 вересня, біля коледжу було відкрито пам’ятну стелу, що має символізувати славетні сторінки історії закладу освіти, зв’язок поколінь викладачів та студентів, бажання йти до нових звершень.
У 2020 році коледж набув статусу закладу фахової передвищої освіти та був перейменований на Відокремлений структурний підрозділ «Краматорський фаховий коледж промисловості, інформаційних технологій та бізнесу Донбаської державної машинобудівної академії».

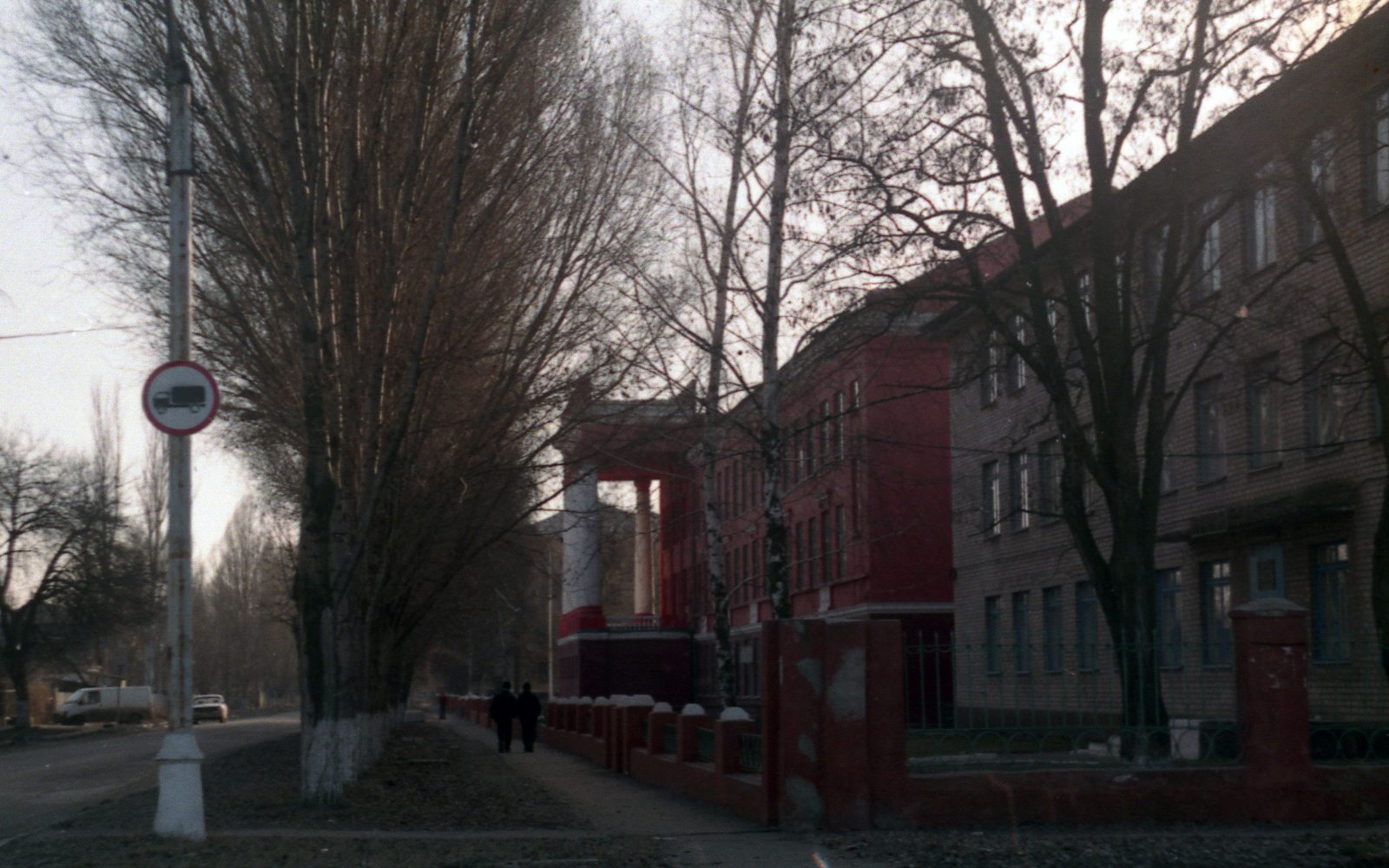
Краєвид центру Старого міста

## Навчання
Спеціальності:
- Інформаційна, бібліотечна та архівна справа
- Фінанси, банківська справа та страхування
- Інженерія програмного забезпечення
- Комп'ютерні науки
- Кібербезпека
- Галузеве машинобудування
- Електроенергетика, електротехніка та електромезаніка

Після успішного закінчення навчання студенти отримують диплом фахового молодшого бакалавра. Форма навчання: денна та заочна. Фінансування ведеться за рахунок державного бюджета, коштів юридичних і фізичних осіб.

## Випускники
- Голова Ради Міністрів СРСР — Рижков Микола Іванович.
- навчався Биков Леонід Федорович